# Asdrúbal Cabrera
Asdrúbal José Cabrera (Puerto La Cruz, 13 novembre 1985) è un ex giocatore di baseball venezuelano, Interno della Major League Baseball.

## Carriera

### Minor League (MiLB)
Cabrera firmò come free agent amatoriale il 26 agosto 2002 con i Seattle Mariners. Nel 2004 iniziò a livello A- con i Everett Aquasox della Norwest League, finendo con .272 alla battuta, .330 in base, 5 fuoricampo, 41 RBI, 7 basi rubate e 44 punti in 63 partite (239 AB). Nel 2005 giocò con 3 squadre differenti finendo con .295 alla battuta, .359 in base, 5 fuoricampo, 59 RBI, 5 basi rubate e 61 punti in 112 partite (440 AB). Il 30 giugno 2006 venne ceduto dai Marines ai Cleveland Indians per Eduardo Perez. Terminò la stagione nella MiLB giocando con 2 squadre con .249 alla battuta, .310 in base, 4 fuoricampo, 36 RBI, 12 basi rubate e 53 punti in 112 partite (393 AB).
Nel 2007 giocò con 2 squadre finendo con .310 alla battuta, .380 alla base, 8 fuoricampo, 57 RBI, 25 basi rubate, 84 punti in 105 partite (406 AB). Nel 2008 giocò a livello AAA con i Buffalo Bisons della International League, finì con .326 alla battuta, .375 in base, 4 fuoricampo, 13 RBI, 2 basi rubate e 25 punti in 34 partite (141 AB).
Nel 2009 giocò a livello AA con gli Akron Aerons della Eastern League. Finì con .250 alla battuta, .333 in base, nessun fuoricampo e RBI, 2 basi rubate e 5 punti in 4 partite (16 AB). Nel 2010 giocò con 2 squadre finendo con .350 alla battuta, .458 in base, un fuoricampo, 3 RBI, 2 basi rubate e 4 punti in 6 partite (20 AB).
Nel 2016 giocò a livello A+ con i St. Lucie Mets della Florida State League finendo con .333 alla battuta, .286 in base, nessun fuoricampo, 2 RBI, nessuna base rubata e 2 punti in 2 partite (6 AB).

### Major League Baseball (MLB)

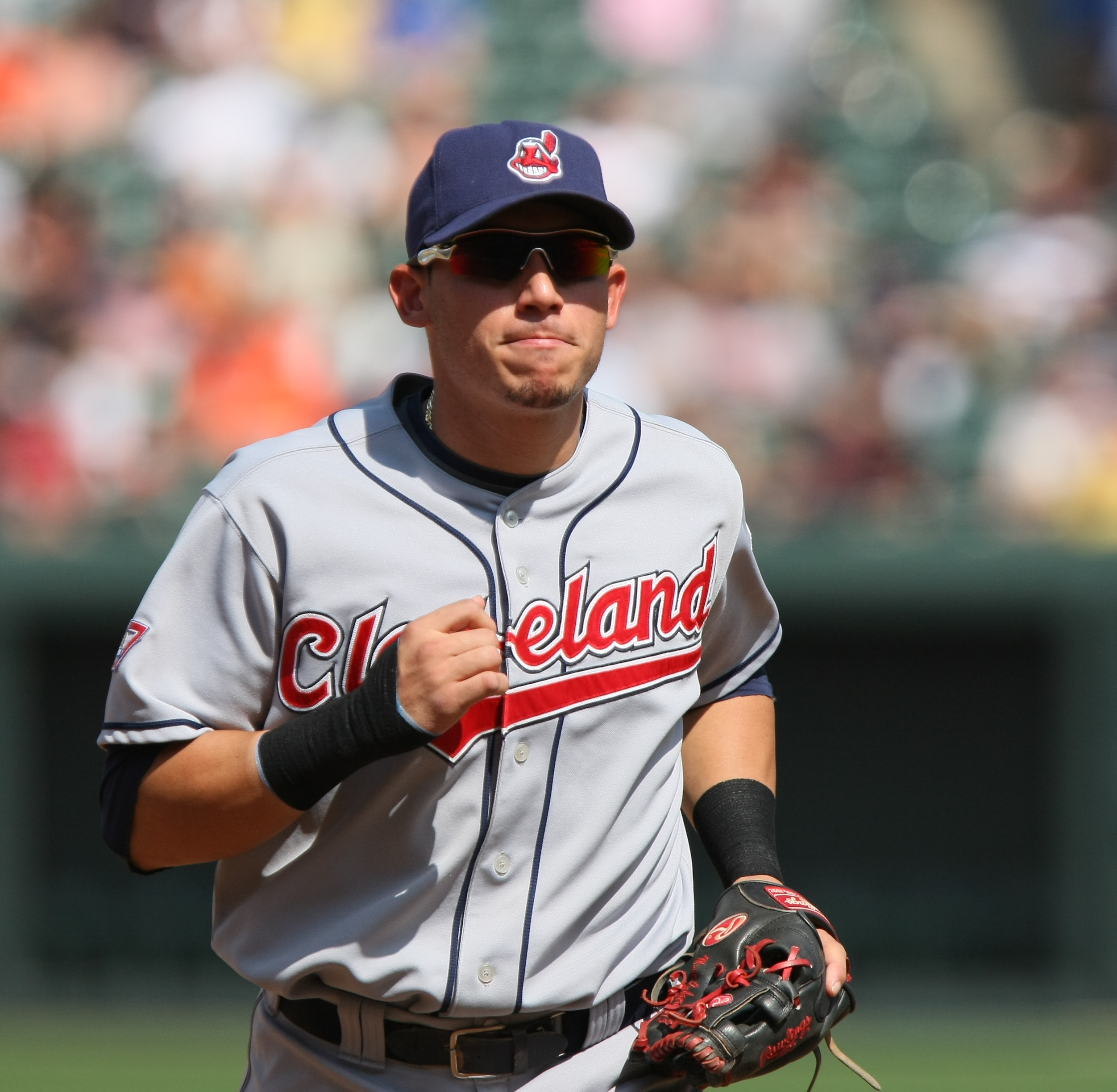
Cabrera con gli Indians nel 2009

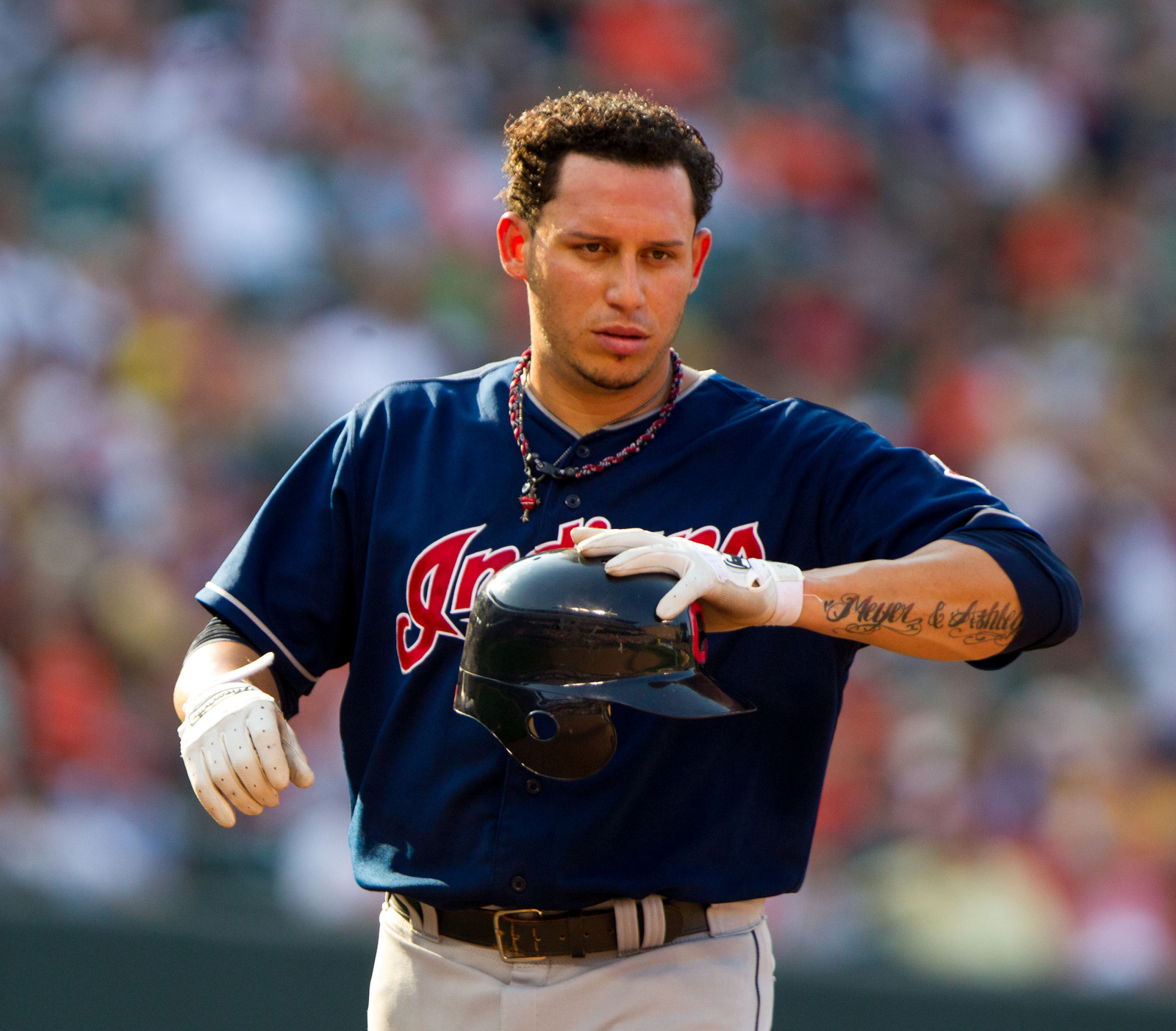
Cabrera con gli Indians nel 2012

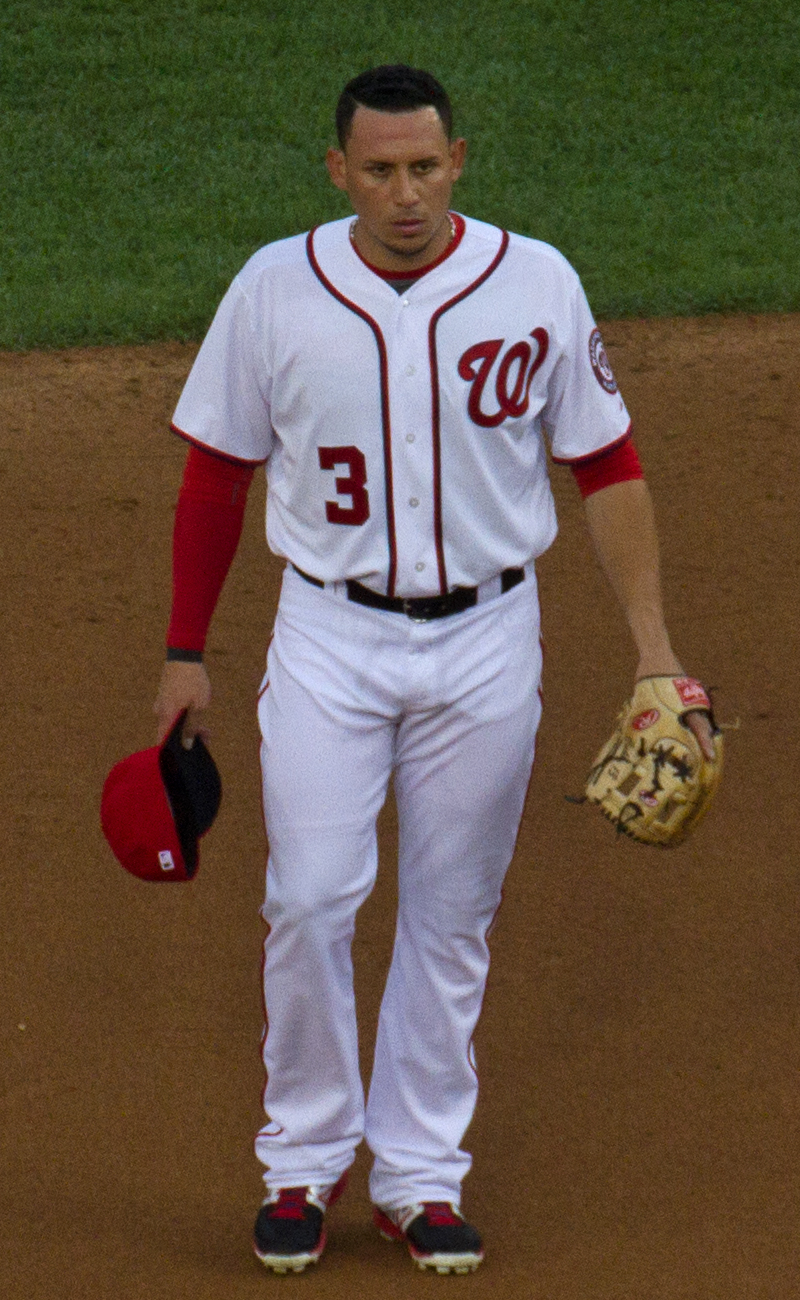
Cabrera con i Nationals nel 2014

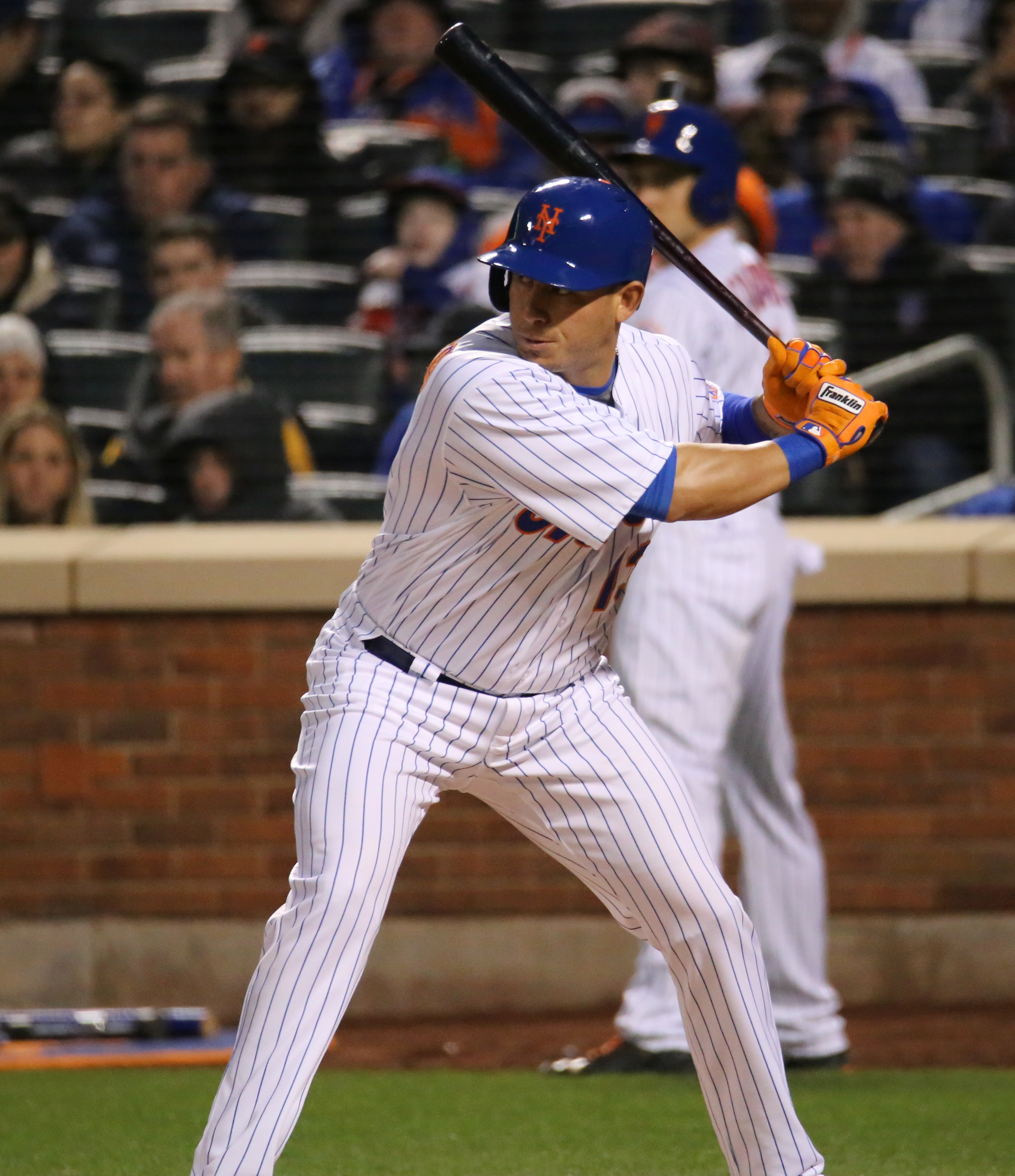
Cabrera con i Mets nel 2016

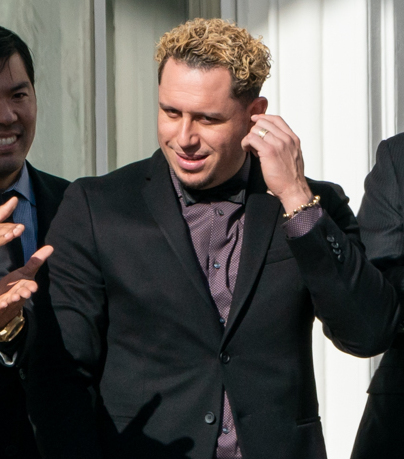
Cabrera alla casa bianca durante la cerimonia delle World Series 2019

#### Cleveland Indians (2007-2014)
Asdrúbal debuttò nella MLB l'8 agosto 2007, al U.S. Cellular Field di Chicago contro i Chicago White Sox. Segnò il primo punto in MLB contro i Tampa Bay Devils Rays il 18 agosto 2007. Finì con .283 alla battuta, .354 in base, 3 fuoricampo, 22 RBi, nessuna base rubata e 30 punti in 45 partite (159 AB). Vincendo la Central Division con gli Indians.
Il 12 maggio 2008 realizzò una delle azioni più rare del baseball, un triplo gioco senza assistenza. finì la stagione con .259 alla battuta, .346 in base, 6 fuoricampo, 47 RBI, 4 basi rubate e 48 punti in 114 partite (352 AB). Il 3 giugno 2009 venne inserito nella lista infortuni (15 giorni) per una distorsione alla spalla sinistra. Il 23 iniziò la riabilitazione con gli Akron Aeros nella MiLB, il 28 ritornò a giocare in MLB. Finì la stagione con .308 alla battuta, .361 in base, 6 fuoricampo, 68 RBI, 17 basi rubate e 81 punti in 131 partite (523 AB).
Il 18 maggio 2010 venne inserito nella lista infortuni (15 giorni) per una frattura all'avambraccio sinistro, il giorno seguente venne spostato in quella dei 60 giorni. Il 14 luglio iniziò la riabilitazione con gli Aeros, il 20 ritornò in MLB. Chiuse la stagione con .276 alla battuta, .326 in base, 3 fuoricampo, 29 RBI, 6 basi rubate e 39 punti in 97 partite (381 AB). Il 17 gennaio 2011 firmò il suo 1º contratto in arbitrariato per 2,205 milioni di dollari. Terminò con .273 alla battuta, .332 in base, 25 fuoricampo, 92 RBI, 17 basi rubate e 87 punti in 151 partite (604 AB).
Il 10 febbraio 2012 firmò in arbitrariato per 4,55 milioni di dollari, poi il 1º aprile firmò una estensione di contratto di 2 anni per un totale di 16,5 milioni di dollari. Finì con .270 alla battuta, .338 in base, 16 fuoricampo, 68 RBI, 9 basi rubate e 70 punti in 143 partite (555 AB). Il 4 giugno 2013 venne inserito nella lista infortuni (15 giorni) per uno stiramento al quadricipite destro, il 26 dello stesso mese ritornò a giocare. Finì con .242 alla battuta, .299 in base, 14 fuoricampo, 64 RBI, 9 basi rubate e 66 punti in 136 partite (508 AB).
Il 31 luglio 2014 venne ceduto insieme a soldi ai Washington Nationals per il seconda base Zach Walters. Con gli Indians finì con .246 alla battuta, .305 in base, 9 fuoricampo, 40 RBI, 7 basi rubate e 54 punti in 97 partite (378 AB).

#### Washington Nationals (2014)
Il 1º agosto 2014 venne inserito nel roster dei Nationals, con loro finì con .229 alla battuta, .312 in base, 5 fuoricampo, 21 RBI, 3 basi rubate e 20 punti in 49 partite (175 AB), centrando il titolo della East division. Il 30 ottobre divenne per la 1ª volta free agent.

#### Tampa Bay Rays (2015)
Il 10 gennaio 2015 firmò un contratto di un anno con i Rays per 7,5 milioni di dollari. Il 12 luglio venne inserito nella lista infortuni (15 giorni) per uno stiramento ai muscoli ischiocrurali. Il 28 ritornò a giocare in MLB. Finì con .265 alla battuta, .315 in base, 15 fuoricampo, 58 RBI, 6 basi rubate e 66 punti in 143 partite (505 AB). Il 2 novembre divenne nuovamente free agent.

#### New York Mets (2016-2018)
L'11 dicembre 2015 firmò con i Mets un contratto di 2 anni più un 3º opzionale per un totale di 18,5 milioni di dollari che diventerebbero altri 8,5 milioni di dollari se la squadra dovesse decidere di estenderlo. Il 1º agosto venne inserito nella lista (15 giorni) per una distorsione ad un tendine nella rotula del ginocchio sinistro. Il 10 dello stesso mese iniziò la riabilitazione nella MiLB con i St. Lucie Mets, il 19 venne reinserito nel roster in MLB. Chiuse con .280 alla battuta, .336 in base, 23 fuoricampo, 62 RBI, 5 basi rubate e 65 punti in 141 partite (521 AB), battendo con una distanza media in lunghezza di 225,62 ft (68,77 m) e 39,67 ft (12,09 m) in altezza. I Mets grazie anche al suo apporto riuscirono a raggiungere i playoff grazie alle wild-card.

#### Philadelphia Phillies (2018)
Il 28 luglio 2018 Cabrera viene ceduto dai Mets ai Philadelphia Phillies, in cambio del giocatore di Minor League Franklyn Kilome. Al termine della stagione divenne free agent.

#### Texas Rangers (2019)
Il 24 gennaio 2019, Cabrera ha firmato un contratto di un anno con i Texas Rangers. Il 1º agosto, Cabrera venne designato per la riassegnazione. Il 3 agosto venne svincolato dalla franchigia.

#### Washington Nationals (2019-2020)
Il 6 agosto 2019, Cabrera firmò con i Washington Nationals. A fine anno conquistò le World Series, battendo gli Houston Astros per quattro gare a tre. Divenne free agent al termine della stagione 2020.

#### Arizona Diamondbacks e Cincinnati Reds (2021-)
Il 12 febbraio 2021, Cabrera firmò un contratto annuale del valore di 1.75 milioni di dollari con gli Arizona Diamondbacks. L'accordo venne ufficializzato il 21 febbraio.
Il 27 agosto 2021, i Cincinnati Reds prelevarono Cabrera dalla lista trasferimenti dei D-backs.

## Nazionale
Con la nazionale di baseball del Venezuela ha disputato il World Baseball Classic 2013.

## Palmarès

### Club
- World Series: 1

Washington Nationals: 2019

### Individuale
- MLB All-Star: 2

2011, 2012
- Silver Slugger Award: 1

2011
- Giocatore della settimana della NL: 1

(22-28 agosto 2016)
- Giocatore della settimana della AL: 2

(8-14 settembre 2008, 4-10 aprile 2011)